# Bernard Williams
Sir Bernard Arthur Owen Williams (* 21. September 1929 in Westcliff-on-Sea, Essex; † 10. Juni 2003 in Rom) war ein englischer Philosoph. Bekannt wurde Williams vor allem als Kritiker des Utilitarismus, des Kantianismus und allgemein systematischer Ansätze in der Moralphilosophie. Viel diskutiert wurde auch seine metaethische Thematisierung dichter ethischer Begriffe. Er gilt als einer der einflussreichsten Ethiker der zweiten Hälfte des 20. Jahrhunderts.

## Leben
Bernard Williams erhielt den M.A.-Degree am Balliol College der University of Oxford. Nach dem Dienst in der Royal Air Force hatte er eine Reihe akademischer Positionen in England inne. 1967 wurde er Knightbridge Professor for Moral Philosophy an der Universität Cambridge und ab 1979 Leiter (Provost) des King’s College. 1987 wurde er Sather Professor of Classics der University of California, Berkeley. Er kehrte 1990 nach England zurück, um White’s Professor of Moral Philosophy in Oxford zu werden, eine Stelle, die er bis 1996 wahrnahm. Darauf kehrte er als Professor of Philosophy nach Berkeley zurück, wo er bis zu seinem Tod blieb. Er war seit 1971 Mitglied der British Academy und seit 1983 Mitglied der American Academy of Arts and Sciences. 1999 wurde er als Knight Bachelor geadelt.

## Positionen
Williams setzte sich mit dem Tod und der Unsterblichkeit auseinander. Schmerzhaft sei allein der zu frühe Tod wegen der entgangenen Erfahrungen. Der Wunsch nach Unsterblichkeit ende dagegen im Gefühl der bedeutungslosen und daher langweiligen Wiederholung. Möglicherweise würde sich das Selbst auch mit der Zeit völlig ändern, sodass eine andere Person entstehe.

## Werke
- Morality: An Introduction to Ethics, Cambridge University Press, 1972
  - deutsch: Der Begriff der Moral. Eine Einführung in die Ethik, Stuttgart 1985
- Problems of the Self, Cambridge University Press, 1973.
  - deutsch: Probleme des Selbst. Philosophische Aufsätze 1956–1972, Stuttgart 1978, ISBN 978-3150298916
- Utilitarianism. For and Against (zusammen mit J. J. C. Smart), Cambridge 1973
  - deutsch: Bernard Williams: Kritik des Utilitarismus (= Klostermann Texte Philosophie). Klostermann, Frankfurt am Main 1979, ISBN 978-3-465-01312-9.
- Descartes: The Project of Pure Inquiry, Harvester Press, 1978
  - deutsch: Descartes. Das Vorhaben einer reinen philosophischen Untersuchung, Athenäum, Königstein/Ts. 1981, ISBN 3-7610-1012-5
- Moral Luck, Cambridge University Press, 1981.
  - deutsch: Moralischer Zufall. Philosophische Aufsätze 1973–1980, Frankfurt/Main 1984
- Utilitarianism and Beyond (Hrsg. zusammen mit Amartya Sen), Cambridge University Press, 1982
- Ethics and the Limits of Philosophy, Harvard University Press, 1985
  - deutsch: Ethik und die Grenzen der Philosophie, übersetzt von Michael Haupt, Rotbuch, Hamburg 1999, ISBN 3-434-53036-3
- Shame and Necessity,  University of California Press, 1993
  - deutsch: Scham, Schuld und Notwendigkeit. Eine Wiederbelebung antiker Begriffe der Moral, Berlin 2000
- Making Sense of Humanity and Other Philosophical Papers 1982–1993, Cambridge 1995
- Truth and Truthfulness: An Essay in Genealogy, Princeton University Press, 2002
  - deutsch: Wahrheit und Wahrhaftigkeit, übersetzt von Joachim Schulte, Suhrkamp, Frankfurt/Main 2003, ISBN 3-518-58369-7
- The Sense of the Past: Essays in the History of Philosophy. Edited by Myles Burnyeat. Princeton University Press, Princeton 2006.

## Einzelbelege
1. ↑  Bernard Williams: Die Sache Makropulos. Rellexionen über die Langeweile der Unsterblichkeit. In: Probleme des Selbst: philosophische Aufsätze 1956 - 1972 (= Universal-Bibliothek). Nr. 9891. Reclam, Stuttgart 1978, ISBN 978-3-15-029891-6, S. 133–162.

| Personendaten    | Personendaten                                          |
| ---------------- | ------------------------------------------------------ |
| NAME             | Williams, Bernard                                      |
| ALTERNATIVNAMEN  | Williams, Sir Bernard Arthur Owen (vollständiger Name) |
| KURZBESCHREIBUNG | britischer Philosoph                                   |
| GEBURTSDATUM     | 21. September 1929                                     |
| GEBURTSORT       | Westcliff-on-Sea, Essex                                |
| STERBEDATUM      | 10. Juni 2003                                          |
| STERBEORT        | Rom                                                    |